# 瓜納卡斯特山脈

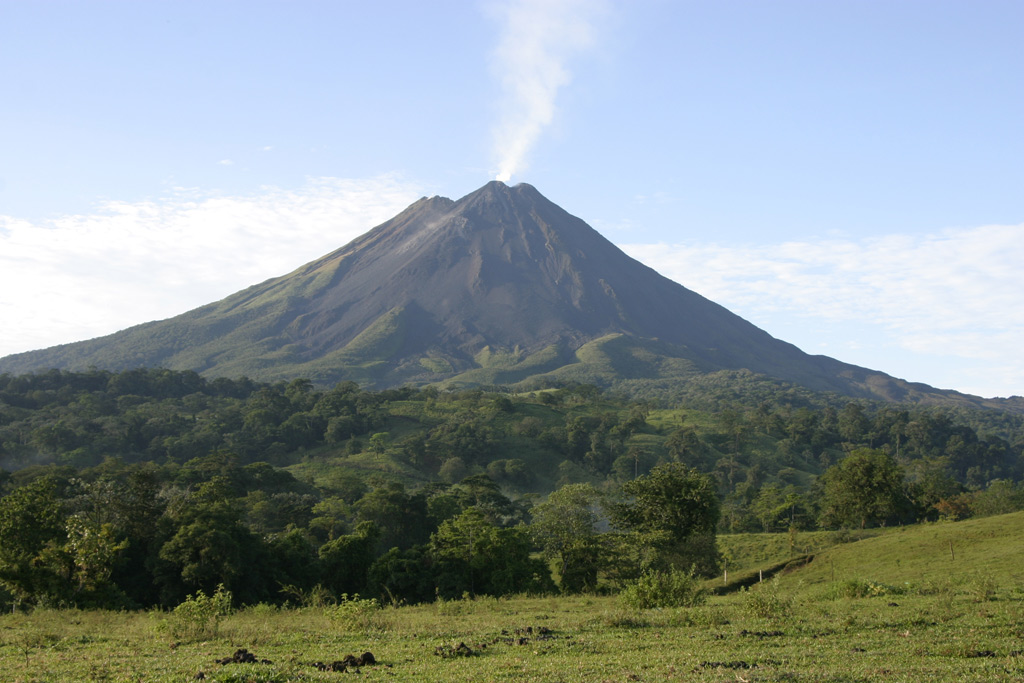

瓜納卡斯特山脈是哥斯達黎加的山脈，位於該國北部，毗鄰與尼加拉瓜接壤的邊境，全長110公里，最高點海拔高度2,028米，該山體在第四紀形成。